# Butterflies
Butterflies je pesma Majkla Džeksona, koju je napisala Marša Ambrošijus još kada je bila u srednjoj školi.
Pesma je treći singl sa albuma  i bila je predviđena da se izda 2002. Zbog do sada nepoznatih razloga, Soni je otkazao komercijalno izdanje.
Singl je zauzimao 14. mesto u SAD i 2. na listi R&B/hip-hop singlova.
Promo singl je izdat u Evropi krajem 2001. godine.